# Sępoleński
Sępoleński là một huyện thuộc tỉnh Kujawsko-Pomorskie của Ba Lan. Huyện có diện tích 791 km². Đến ngày 1 tháng 1 năm 2011, dân số của huyện là 41016 người và mật độ 52 người/km².